# Vibeke Stene
Vibeke Stene este o soprană norvegiană și fostă membră a formației Tristania.
S-a născut la 17 august 1978. A devenit membră Tristania în 1996, la scurt timp după ce trupa a fost înființată.
Vibeke a crescut în Sokndal cu părinții și cele două surori. A început să studieze muzica la vârsta de 16 ani, după ce s-a mutat în Stavanger. A participat la înregistrarea „demo”-ului formației Tristania doar ca invitată, însă membrilor le-a plăcut atât de mult vocea ei, încât au hotărât să îi ofere un post permanent în trupă.
Chiar și după ce a devenit membră a trupei, Vibeke a continuat să studieze și să predea în Stavanger, Kristiansand și Oslo pentru a deveni o cântăreață mai bună.